# Католицизм
Католици́зм (католи́чество, лат. catholicismus, греч. καθολικός, от κατά — «сообразно» и ολος — «целый») — христианская конфессия, признающая власть папы римского и епископов, особенно в установлении доктрины, её передаче и организации богослужений и таинств.
Католицизм является крупнейшей в мире по количеству прихожан христианской конфессией, объединяя более чем 1,3 миллиарда человек. Христианство также является религией большинства во всём мире. В русском языке термин «католицизм» принято употреблять для обозначения идеологии и политики Католической церкви. Слово «католичество» служит для определения индивидуального вероисповедания.
Католическая церковь сформировалась на протяжении I тысячелетия н. э. на территории Западной Римской империи и играла важную роль в истории Западной цивилизации. Отличается организационной централизацией и наибольшим числом приверженцев среди христианских церквей. Католическая церковь западного литургического обряда вместе с двадцатью тремя восточнокатолическими церквями составляет единую Католическую церковь.
Католическая церковь рассматривает себя как единственную кафолическую Церковь, обладающую всей полнотой истины, основатель и Глава которой — Иисус Христос. Видимым главой Католической церкви является папа римский, будучи каноническим преемником апостола Петра и возглавляющий Святой Престол и город-государство Ватикан в Риме.
Главные положения вероучения изложены в Никейском, Никео-Цареградском (обычно с филиокве), Халкидонском, Апостольском и Афанасьевском Символах веры, а также в декретах и канонах Ферраро-Флорентийского, Тридентского и Первого Ватиканского соборов. Обобщённая доктрина изложена в «Катехизисе Католической церкви».

## Название
Слово «католический», ставшее общепринятым названием для церкви, объединённой вокруг Римского престола, заимствовано из греческого языка (καθολικός — «всеобщий», от καθ όλη — «по всему» или «согласно всему»). По толкованию Катехизиса Католической церкви данный термин понимается как «вселенский», в смысле «всеобъемлющий», «всеобщий».
Впервые по отношению к церкви термин ἡ Καθολικὴ Εκκλησία применён около 110 года в письме святого Игнатия к жителям Смирны и закреплён в Никейском Символе веры. После раскола Церкви в 1054 году произошло её разделение на Католическую церковь на Западе с центром в Риме и Православную церковь на Востоке. Разрывы евхаристического общения Константинопольской и Римской кафедр происходили неоднократно, начиная с середины I тысячелетия н. э., но все разрывы I тысячелетия были преодолены.
После Реформации в XVI веке церковь использовала термин «католическая», чтобы отличить себя от различных протестантских групп, которые отделились от неё. Название «Католическая церковь» фигурирует в названии Катехизиса Католической церкви. Кроме того, этот термин использовался папой Павлом VI при подписании 16 документов Второго Ватиканского собора.

## Распространение
Католичество — крупнейшая (по числу верующих) ветвь христианства. По данным на 2017 год в мире насчитывалось 1,313 млрд католиков. Пятью крупнейшими странами мира по общему числу католического населения являются Бразилия, Мексика, Филиппины, США и Италия.
Католицизм является основной религией во многих европейских странах (Италия, Франция, Испания, Португалия, Австрия, Бельгия, Литва, Польша, Чехия, Венгрия, Словакия, Словения, Хорватия, Ирландия, Мальта и др.). Всего в 21 государстве Европы католики составляют большинство населения, в Германии, Нидерландах и Швейцарии — половину.
В Западном полушарии католицизм распространён во всей Южной и Центральной Америке, в Мексике, на Кубе, в Канаде и США.
В Азии католики преобладают на Филиппинах и в Восточном Тиморе, большое число католиков есть во Вьетнаме, в Южной Корее, Китае, Ливане (марониты) и др.
В Африке проживают, по разным оценкам, от 110 до 175 миллионов католиков. По официальным данным Католической церкви за 2017 год в Африке 234 миллиона католиков.
В Австралии и Новой Зеландии количество католиков преобладает над протестантами.
До 1917 года в Российской империи по официальным сведениям проживало более 10 млн католиков (в основном в Царстве Польском). Согласно переписи населения 1897 года общее число римско-католиков составляло 11 миллионов 468 тысяч человек. По данным на 2005 год, в РФ существовало 426 приходов, четверть из них не имеет храмовых зданий. Оценки общего числа католиков в РФ разнятся от 200 тысяч до полутора миллионов человек. Справочник Catholic-hierarchy приводит цифру в 789 тысяч. На Украине (в основном на западе страны) проживает около 4,7 миллиона католиков, из которых более 4 миллионов — католики восточного обряда. В Беларуси католиков более миллиона.
Грекокатолицизм (или католицизм византийского обряда) распространён среди белорусов, словаков, венгров, румын, украинцев, русинов и мелькитов Сирии, Ливана и США, а также в незначительном количестве среди албанцев, греков, болгар, хорватов и русских. Католики других восточных обрядов проживают в Индии, на Ближнем Востоке, Египте, Эфиопии, Эритрее, Ираке и в диаспоре.
Восточнокатолические церкви используют в церковной жизни один из восточных литургических обрядов. Находятся в юрисдикции папы римского через Конгрегацию для восточных церквей — одно из отделений Римской курии, образованной в 1862 году в рамках Конгрегации по распространению веры (Propaganda Fide, ныне Конгрегация евангелизации народов), занимающейся миссионерской деятельностью Церкви. В 1917 году она была превращена папой Бенедиктом XV в автономную Конгрегацию.
Восточнокатолические церкви пребывают в полном вероисповедном и литургическом общении со Святым Престолом. Они пользуются собственным каноническим правом, отличным от принятого для Латинской церкви, в связи с чем в их адрес часто применяется термин «Церкви своего права» (sui iuris). В 1990 году Апостольский Престол обнародовал Кодекс канонов Восточных церквей, содержащий нормы канонического права, общие для всех католических церквей восточных обрядов.

## Организация и управление
Высшей, полной, непосредственной, вселенской и ординарной властью в Католической церкви обладает папа римский. Совещательными органами при папе являются коллегия кардиналов и синод епископов. Административный аппарат церкви называется «Римской курией», в состав которой входят конгрегации, суды и другие учреждения. Епископская кафедра папы римского вместе с курией формируют Святой Престол, располагающийся в независимом государстве Ватикан. Святой Престол является субъектом международного права.
Всемирная Католическая церковь состоит из церкви латинского обряда, называемая «Латинской церковью», и Восточнокатолических церквей, которые исповедуют один из восточных литургических обрядов и имеют статус Sui iuris («своего права»). На практике это выражается в том, что эти церкви, оставаясь в общении с папой римским и в Европе и в Америке имеют собственную иерархическую структуру и собственное каноническое право, обычно полностью разделяя католическую догматику. Крупнейшие восточнокатолические церкви возглавляет патриарх или верховный архиепископ. Восточные патриархи и верховные архиепископы приравнены к кардиналам-епископам латинского обряда и занимают в католической иерархии место сразу же за папой римским.
Основной отдельной территориальной единицей является епархия, возглавляемая епископом. Некоторые важные епархии исторически носят название архиепархий. Несколько епархий (и архиепархий) могут составлять митрополию или церковную провинцию. Центр митрополии обязательно совпадает с центром архиепархии, таким образом митрополит в Католической церкви обязательно является архиепископом. В некоторых странах (Италия, США) митрополии объединены в церковные регионы. Епископы большинства стран объединены в конференцию католических епископов, обладающую большими полномочиями в организации церковной жизни страны.
Епархии состоят из приходов, которые возглавляют приходские настоятели, подчинённые епископу. Настоятелю в приходе могут помогать другие священники, называемые «викарными». Иногда рядом расположенные приходы объединяются в деканаты.
Особую роль в Католической церкви играют так называемые «институты посвящённой Богу жизни», то есть монашеские ордена и конгрегации, а также общества апостольской жизни. Институты посвящённой жизни имеют собственные уставы (утверждаемые папой римским), их территориальная организация не всегда соотносится с церковным епархиальным устройством. Местные единицы монашеских орденов и конгрегаций иногда подчиняются местным епархиальным епископам, а иногда непосредственно папе римскому. Ряд орденов и конгрегаций имеют единоличного главу (генерал ордена, генеральный настоятель) и чёткую иерархическую структуру, другие представляют собой объединение полностью автономных общин.
Коллегиальность в управлении церковью (extra Ecclesiam nulla salus) коренится ещё в апостольских временах. Административную власть папа римский проводит в соответствии с Кодексом канонического права и может советоваться со Всемирным синодом епископов. Диоцезиальные клирики (архиепископы, епископы) действуют в рамках ординарной юрисдикции, то есть связанной по закону с должностью. Этим правом обладает также ряд прелатов и аббатов, а священники — в пределах своего прихода и по отношению к своим прихожанам.

### Клир
В клир входят только мужчины. Различают «белое духовенство» (состоящее из священников, обслуживающих епархиальные храмы) и «чёрное духовенство» (монашество). Как и во всех остальных исторических церквях, духовенство чётко отделено от мирян и разделяется по трём степеням священства:
- епископ (архиерей);
- священник (иерей);
- диакон.

Церковнослужители (служители церкви, не посвящённые в сан в ходе таинства священства) имеют 2 степени — аколиты и чтецы, и не относятся к клиру.
Целибат обязателен для священников и епископов латинского обряда. В XX веке восстановлен институт постоянного диаконата, для постоянных диаконов целибат не обязателен, однако священником такой диакон стать уже не сможет. В восточных обрядах безбрачие обязательно только для епископов и монахов.
По данным на конец 2014 года общее количество католических епископов в мире составило 5 237 человек, число священников — 415 792, более 44,5 тысяч постоянных диаконов. Количество членов мужских монашеских орденов, не являющихся священниками, составило более 54 тысяч человек, женщин-монахинь — 682 тысячи. В католических семинариях в 2014 году обучались 116 939 семинаристов.

## Вероучение
Вероучение базируется на Священном Писании и Священном Предании. Католическая догматика приведена в Никейском Символе веры и подробно описана в Катехизисе Католической церкви, каноническое право систематизировано и изложено в Кодексе канонического права.
Священное Предание включает в себя каноны — свод правил апостолов и Вселенских Соборов, авторизованные церковью литургические тексты, богословские творения отцов Церкви, жития святых, а также обычаи церкви. При этом Предание, в понимании святоотеческой литературы, «есть жизнь Святого Духа в Церкви». Согласно догматической Конституции Второго Ватиканского собора Dei Verbum «Священное Предание и Священное Писание составляют единый священный залог Слова Божия, вверенный Церкви». Со Священным Писанием и Священным Преданием тесно связано понятие «учительство церкви» (Магистериум). Согласно католической доктрине на «учительстве церкви» лежит обязанность аутентичного истолкования и Писания и Предания, причём учительство не превосходит Слова Божия, а служит ему.
Католическая вера провозглашает, что существует один вечный Бог в трёх лицах — Бог Отец, Бог Сын (Иисус Христос) и Бог Святой Дух; Церковь — «…это продолжающееся присутствие Иисуса на земле». Церковь учит, что спасение достоверно существует только в Католической церкви, но признаёт, что Святой Дух может использовать и иные христианские общины, чтобы привести людей к спасению.

### Таинства
В католицизме существуют семь таинств:
- крещение;
- церковный брак;
- миропомазание (конфирмация);
- евхаристия;
- исповедь;
- елеосвящение;
- священство.

По учению Католической церкви, таинства — это священнодействия, в которых верные видят признаки присутствия Бога, и пути ниспослания Божьей благодати всем участникам, кто принимает веру. Таинство есть видимый образ невидимой благодати. За исключением крещения, таинства могут совершаться только католическим духовенством. Крещение — это единственное таинство, которое может быть произведено любым христианином, а в случае необходимости, даже некрещёным человеком, имеющим требуемое намерение, но лишь в случае, если нет возможности позвать священника или крещаемый находится под угрозой смерти.

### Жизнь после смерти
Вера в жизнь после смерти является частью католической веры; «четыре последние вещи»: смерть, суд, воскресение, рай или ад. Католичество учит, что сразу после смерти душа каждого человека попадает на Божий суд, основанный на поступках его земной жизни. Также в католической вере есть учение страшного суда, когда Христос будет судить сразу всех людей. Это решение, в соответствии с католическим учением, положит конец человеческой истории и ознаменует начало новой и улучшенной Божьей справедливостью. Основы, по которым будет оцениваться душа каждого человека, подробно изложены в Евангелии от Матфея.

### Отличия от других христианских вероучений
Католическое вероучение имеет ряд доктринальных положений, которые отличают её от учения других христианских конфессий:
- филиокве (filioque) — догмат об исхождении Святого Духа как от Отца, так и от Сына (но не как от разных источников);
- догмат о Непорочном зачатии Девы Марии и догмат о Её телесном вознесении;
- учение о чистилище;
- учение об индульгенциях;
- особо широкое почитание Девы Марии (hyperdulia, ὑπερδουλεία), отсутствующее у протестантов;
- как у православных, почитание мучеников, святых и блаженных при различии между поклонением, подобающим одному лишь Богу (latria, λατρεία), и почитанием святых (dulia, δουλεία);
- утверждение монархической власти Римского епископа над всею Церковью как преемника апостола Петра;
- централизованность церковной организации (схожая черта с некоторыми протестантскими движениями), в отличие от автокефальности православных поместных церквей;
- утверждение о безошибочности учительства папы римского в вопросах веры и нравственности, провозглашаемого ex cathedra;
- нерасторжимость таинства брака; существует лишь возможность признания недействительности брака.

## Богослужение
В католицизме существуют несколько обрядов. Преобладающим обрядом является латинский или римский, распространённый по всей планете. Прочие Западные обряды ограничены территориальными рамками или рамками монашеских орденов. В северо-западной Ломбардии, кроме города Монца, около 5 млн человек практикуют амвросианский обряд, в городе Брага (Португалия) — брагский обряд, а в городе Толедо и ряде других испанских городов — мосарабский обряд, в которых есть ряд отличий от литургии римского обряда. Восточные обряды употребляются в богослужении восточнокатолических церквей.

### Характерные черты богослужения в латинском обряде
- добавление «и Сына» (филиокве) в Никео-Константинопольский символ веры
- обязательный целибат священства
- крещение, в большинстве случаев, через возлияние воды на голову, а не погружение в воду
- совершение миропомазания только епископом (священник может преподать это таинство лишь в исключительных случаях, например, в случае смертельной опасности для принимающего таинство)
- употребление для Евхаристии, как правило, пресного хлеба, а не квасного
- причастие мирян или Телом, или Телом и Кровью Христа — и то и другое считается причастием во всей полноте; причастие священства только Телом и Кровью
- крестное знамение слева направо, а не справа налево как в византийском обряде (в том числе у православных), при этом знамение, чаще всего, совершается пятью пальцами, как символ пяти ран Христовых
- Ноги Иисуса Христа на распятии скрещены (в отличие от православия, где они лежат параллельно друг другу). При этом на католическом распятии правая нога Иисуса Христа лежит поверх левой

Богослужение до Второго Ватиканского собора традиционно совершалось на латыни. После данного собора совершается также и на национальных языках.
Литургия латинского обряда, месса — главное богослужебное действие, на котором совершается таинство Евхаристии. Состоит из Литургии Слова (главный элемент которой — чтение Библии) и Евхаристической Литургии. Причащение в латинском обряде до Второго Ватиканского собора осуществлялось под одним видом для мирян и под двумя видами для священнослужителей. После Второго Ватиканского собора всё большее распространение получает практика причащения под двумя видами и мирян. Для таинства используется пресный хлеб — гостия.
Литургический год начинается с Адвента (Рождественского поста). Среди периодов литургического года выделяются два постных периода — Адвент и Великий Пост, два праздничных — рождественское и пасхальное время. Прочие периоды литургического года объединены под названием «рядовое время». Выделяется три ранга церковных праздников — «память» (святого или события), «праздник» и «торжество». Два главных праздника литургического года — Пасха и Рождество празднуются с октавой, то есть в течение восьми дней после самого торжества (Октава Пасхи, Октава Рождества). Три дня, предшествующих пасхальному воскресенью — Великий четверг, Великая пятница и Великая суббота представляют собой вершину богослужебного годового цикла и объединены под названием Пасхальное триденствие.
Ежедневное чтение Литургии часов (бревиария) обязательно для священнослужителей и монашествующих. Миряне могут использовать бревиарий в своей личной религиозной практике.
Внелитургические богослужения включают в себя пассийные службы, в том числе Крестный путь, поклонение Святым Дарам, молитвенные процессии, храмовое общинное чтение молитв (главным образом, Розария) и т. д.
По традиции в латинском обряде дети начинают приступать к таинству Евхаристии в возрасте 7—10 лет, первое Причастие ребёнка становится семейным торжеством. Конфирмация (миропомазание) проводится над подростками в возрасте 13 лет и старше.
У христиан-католиков (как западного, так и восточного обрядов) принято приветствовать друг друга восклицанием «Слава Иисусу Христу!», на которое, как правило, следует ответ «Во веки веков! Аминь!», а в некоторых общинах «Во веки слава!» или «Навеки слава!».

## Социальная доктрина
Социальная доктрина католицизма наиболее развита по сравнению с другими христианскими конфессиями и течениями. В XVII веке немецкий теолог Руперт Мельдений (1626), по другим исследованиям первое авторство принадлежит Марку Антонию Доминису (1617), выдвинул знаменитую максиму in necessariis unitas, in dubiis libertas, in omnibus caritas («в необходимом — единство, в сомнениях — свобода, во всём — любовь»). Известный теолог кардинал Йозеф Хёффнер определил католическое социальное учение как «совокупность социально-философских (взятых, в сущности, из социальной природы человека) и социально-теологических (взятых из христианского учения о Спасении) знаний о сущности и устройстве человеческого общества и о вытекающих отсюда и применимых к конкретным общественным отношениям нормам и задачам строя».
Католическое социальное учение опиралось сначала на августинизм, а позже — на томизм и основывается на ряде принципов, среди которых выделяются персонализм и солидаризм. Католическая церковь предложила свою трактовку теории естественного права, сочетающую религиозные и гуманистические идеи. Первичный источник достоинства и прав личности — Бог, однако, сотворив человека как существо телесное и духовное, личностное и социальное, Он наделил его неотъемлемыми достоинством и правами. Это стало результатом того, что все люди стали равны, уникальны и причастны Богу, но имеют свободную волю и свободу выбора. Грехопадение повлияло на природу человека, но не лишило его естественных прав, а поскольку его природа до окончательного Спасения человечества неизменна, то даже Бог не властен отнять или ограничить свободу человека. По мнению папы Иоанна Павла II, «человеческая личность есть и должна оставаться принципом, субъектом и целью всех социальных обществ». В решениях Второго Ватиканского собора и энцикликах папы Иоанна Павла II отстаивалась необходимость разделения властей и правового характера государства, при котором первичны законы, а не воля уполномоченных должностных лиц. В то же время, признавая различие и самостоятельность природы и цели Церкви и государства, католические теологи подчёркивают необходимость их сотрудничества, поскольку общей целью государства и общества является «служение одним и тем же». Одновременно католичество противостоит тенденциям закрытости государств, то есть противопоставляет «национальные традиции» общечеловеческим ценностям.
Социальное учение восточных католических церквей принципиально не отличается от социальной доктрины Римо-католической церкви, хотя некоторые поместные церкви имеют свой собственный подход к социальным проблемам, обусловленный историческими и общественно-культурными реалиями народов. В частности, Украинская греко-католическая церковь делает особенный акцент на биоэтике и этике политических отношений.

## Раскольнические группы на основе католических традиций
Старокатолики откололись от Католической церкви вследствие неприятия некоторых решений Первого, и, как следствие, Второго Ватиканского собора. Кроме того, существуют маргинальные группировки, называющие себя «католиками», но непризнаваемые в качестве таковых Святым Престолом. Многие такие группы доктринально стоят на консервативной христианско-фундаменталистской платформе, фактически представляют собой свою собственную организационную автономию.
| Неримский католицизм | Маргинальный католицизм |
| --- | --- |
| Старокатолицизм: Старокатолическая церковь Германии, Старокатолическая церковь Австрии, Старокатолическая церковь Нидерландов, Христианско-католическая церковь Швейцарии, Католическая апостольская церковь Европы, Польская национальная католическая церковь, Польская национальная католическая церковь Америки                                                                                                 | Апостольский католицизм: Католическая апостольская церковь (Германии и Англии), Новоапостольская церковь (Германии, ЮАР и др.) |
| Консервативный католицизм: Бразильская католическая апостольская церковь, Католическая американская православная церковь, Мексиканская православная католическая апостольская церковь, Католическая апостольская галликанская церковь, Старороманская католическая церковь Франции, Старокатолическая мариавитская церковь Польши, Африканский легион Марии (Кения), Национальная католическая апостольская церковь | Либеральный католицизм: Православная католическая церковь, Автокефальная галликанская католическая церковь, Апостольская гностическая церковь (все 3 - во Франции), Либеральная католическая церковь США                                                                 |
| | Реформированный католицизм: Филиппинская независимая церковь, Чехословацкая гуситская церковь |
| | Англороманский католицизм (англокатолицизм): Свободная протестантская епископальная церковь Великобритании, Свободная протестантская епископальная церковь Нигерии, Африканская православная церковь Зимбабве, Африканская православная церковь ЮАР                      |
| | Католические церкви, возглавляемые независимыми епископами («episcopi vagantes»): Католическая апостольская православная церковь Востока (Алуэтт-Писсак, Жирика, Франция), Смешанный независимый главный приход Восток-Запад (Беэмское миссионерское аббатство, Франция) |